# Orthotrichia spinicauda
Orthotrichia spinicauda är en nattsländeart som beskrevs av Douglas E. Kimmins 1958. Orthotrichia spinicauda ingår i släktet Orthotrichia och familjen smånattsländor. Inga underarter finns listade i Catalogue of Life.